# الانتخابات العامة الإيطالية 2018
الانتخابات العامة الإيطالية 2018 يوم 4 مارس 2018 بعد ان تم حل البرلمان الإيطالي من قبل الرئيس سيرجيو ماتاريلا يوم 28 ديسمبر عام 2017.
وسيختار الناخبون انتخاب 630 عضوا في مجلس النواب وأعضاء بالانتخاب 315 من شيوخ الجمهورية للمجلس التشريعي ال18 لل جمهورية من إيطاليا، منذ عام 1948.